# Yushima Seidō

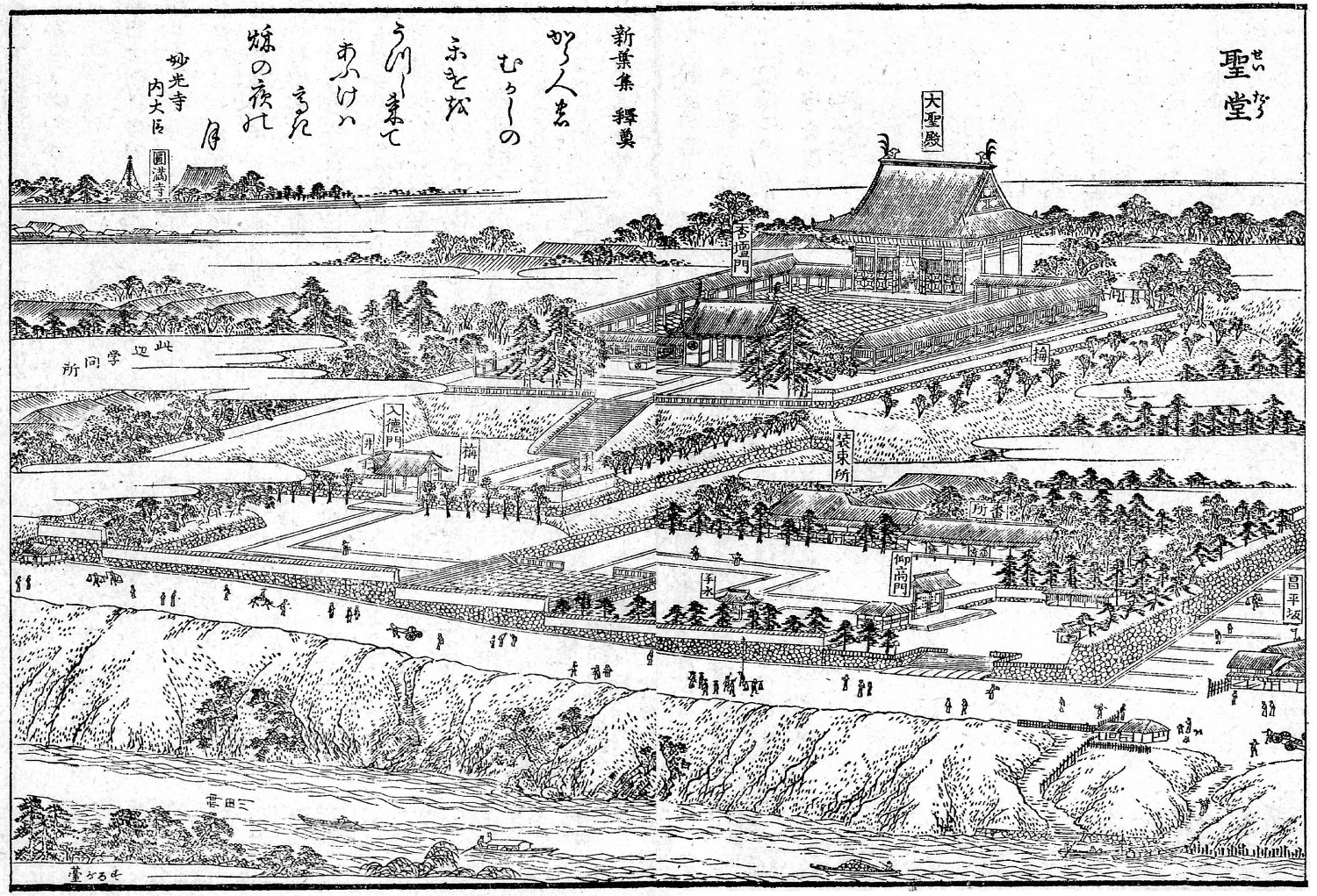
Gesamtanlage um 1830

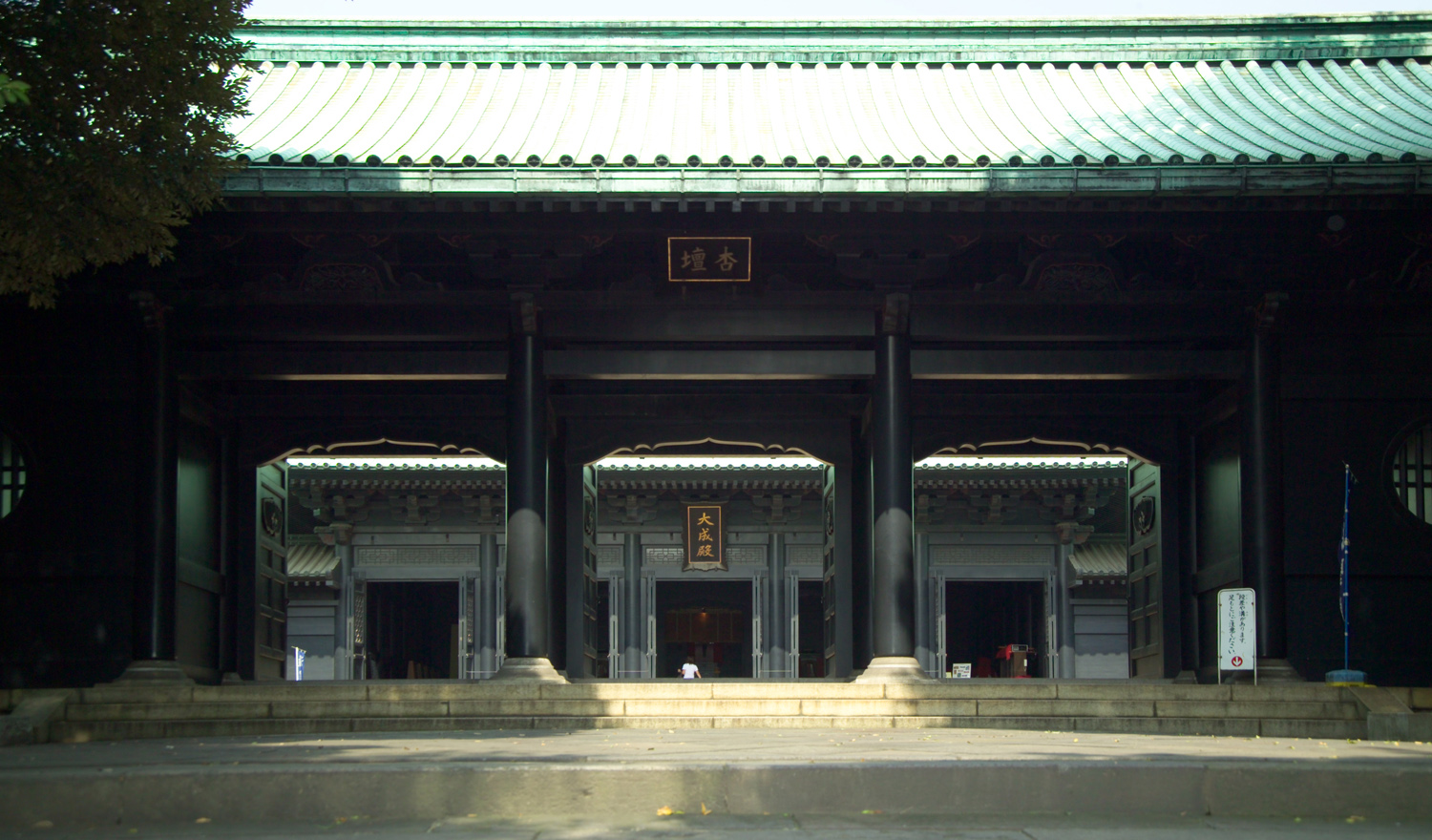
Tor des Tempels

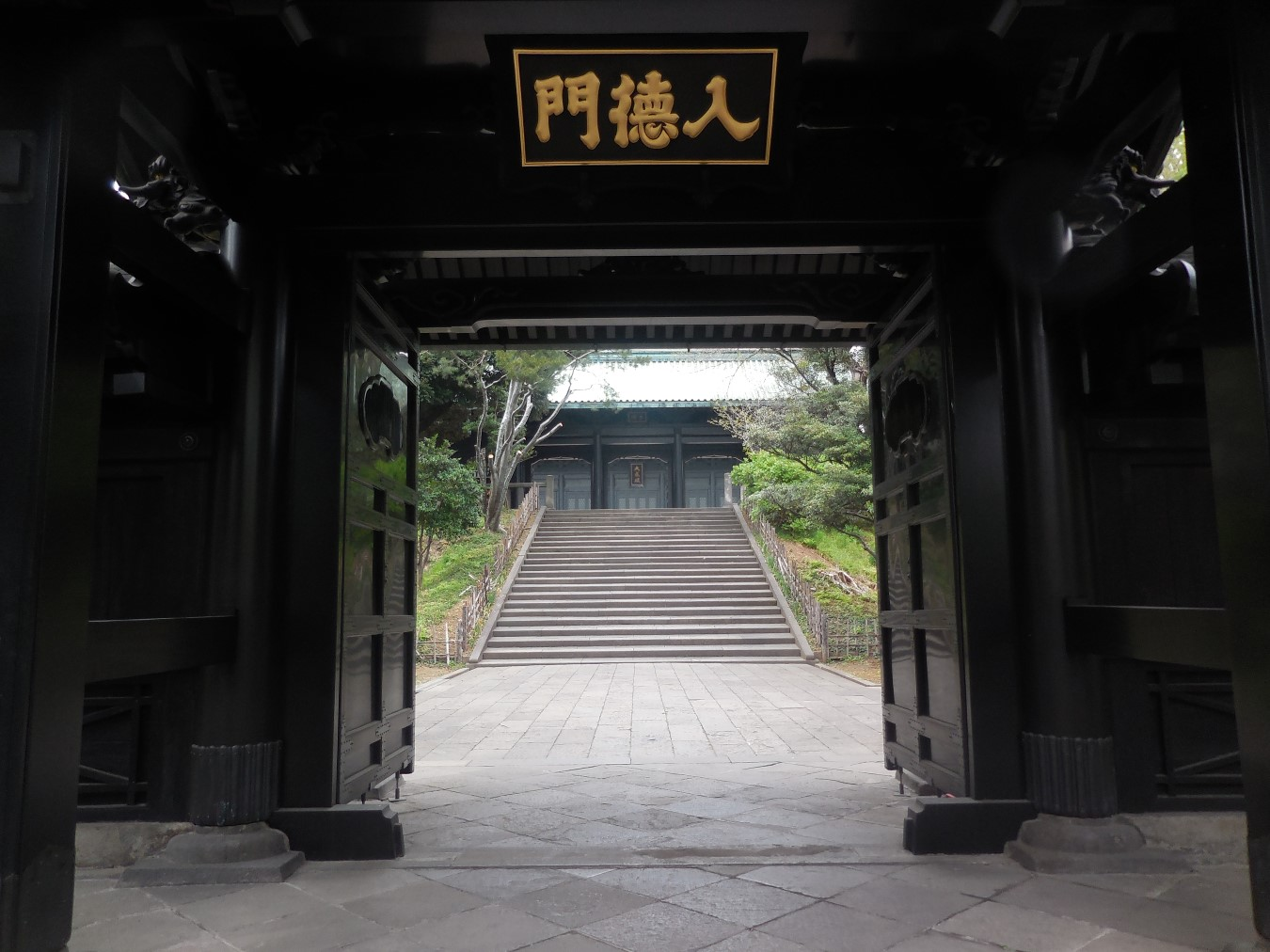
Vorderes Tor

Der Yushima Seidō (japanisch 湯島聖堂), wörtlich die „Heilige Halle“ im Unterbezirk Yushima im Stadtbezirk Bunkyō in Tokio wurde als Konfuzianischer Tempel in der Genroku-Ära der Edo-Zeit gegründet.

## Überblick
Der Yushima Seidō hat seine Ursprünge in einer privaten Lehranstalt, dem Kōbun-in (弘文院), die der neokonfuzianische Gelehrte Hayashi Razan (1583–1657) mit Unterstützung des Shoguns Tokugawa Iemitsu auf seinem Grundstück in Shinobu-ga-oka (heute im Ueno-Park) erbaute. 1632 stiftete der Owari-Tokugawa-Zweig dem Sensei-den (先聖殿) einen Konfuzius gewidmeten Tempel als kultisches Zentrum. Razan musste erleben, wie die Schule beim großen Meireki-Brand 1657 ein Raub der Flammen wurde. Sein Sohn Gahō führte die Schule weiter. Der fünfte Togugawa-Shogun, Tokugawa Tsunayoshi, ließ den Tempel an den heutigen Ort verlegen, wo er zum Taiseiden (大成殿) des Yushima Seidō wurde. Die Hayashi-Schule des Konfuzianismus zog zur gleichen Zeit um.
Die großen Brände von 1703 und 1772 brachten den Lehrbetrieb der Hayashi-Familie nahezu zum Erliegen. 1793 übernahm das Shogunat die Anlage, nutzte sie als Ausbildungsstätte für Samurai unter dem Namen Shōheizaka gakumonjo (昌平坂学問所) oder kurz Shōheikō (昌平黌).
Die Farbgestaltung des Taiseiden soll Zinnoberrot und Grünspan gewesen sein, nachdem er aus verschiedenen Gründen mehrfach niederbrannte, wurde der Tempel 1799 im Stile des konfuzianistischen Tempels in Mito mit schwarzer Ausmalung neu erbaut. Dieses Gebäude überlebte die Meiji-Zeit und wurde 1922 zum Historischen Denkmal deklariert. Während des Großen Kanto-Erdbebens im darauffolgenden Jahr brannte er jedoch erneut nieder. Der heutige Tempel besteht aus Stahlbeton und wurde von Itō Chūta (1867–1954) in Anlehnung des Baues um 1799 entworfen und chinesischer Unterstützung gebaut.
Seit der Meiji-Restauration befanden sich auf dem Gelände des Yushima Seidō zeitweilig verschiedene Institutionen, so das Erziehungsministerium, das Nationalmuseum Tokios und die Vorläufer der Universität Tsukuba und der Ochanomizu-Universität, deren Namen an ihren früheren Standort erinnert, wo sie als „Tōkyō Frauen Lehranstalt“ begann.
Auf dem Tempelgelände befindet sich die weltgrößte Statue des Konfuzius, die 1975 vom Lions Club von Taipei (Taiwan) gespendet wurde. Es gibt auch Statuen der Vier Weisen, von Yan Hui, Zengzi, Kong Ji und Mencius.
Zusammen mit dem nahe gelegenen Yushima Tenman-gū ist der Yushima Seidō ein Mekka für Schüler und Studenten, die für Erfolg in ihren Prüfungen beten.

## Transport
Der Bahnhof Ochanomizu und der U-Bahnhof Shin-Ochanomizu befinden sich in der Nähe.